# Oreca

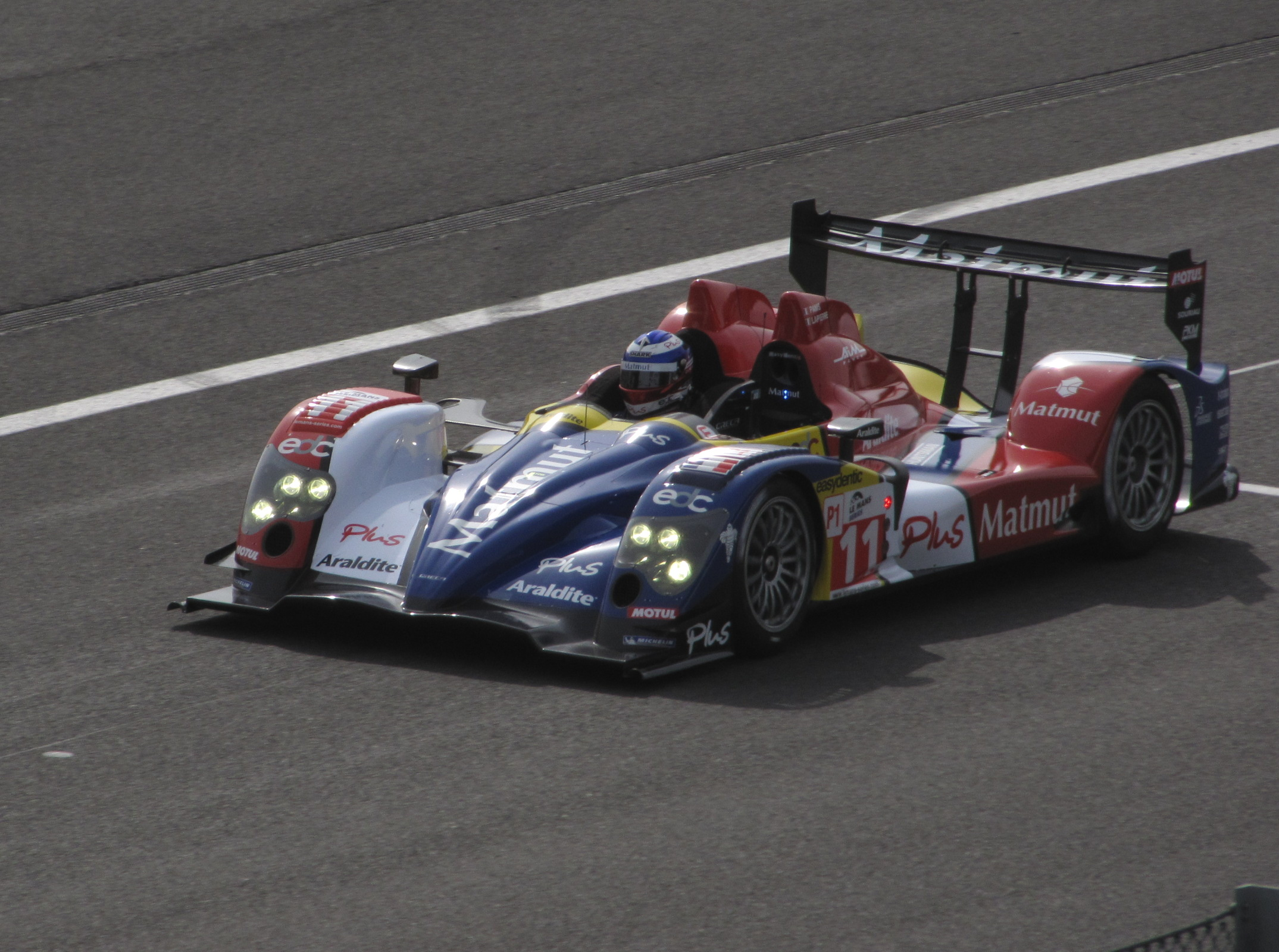
Olivier Panis i en Oreca 01 vid Spa 1000 km 2009.

Oreca är ett franskt racing-stall, som startades av Hugues de Chaunac 1972.
Oreca, eller ORganisation, Exploitation, Competition Automobile startade verksamheten i formel 2 och formel 3 i anslutning till Magny-Cours-banan. Stallets första stora framgång kom 1975, när man lotsade fram Jacques Laffite till seger i Formel 2-EM.
1987 flyttade Oreca verksamheten till en ny anläggning i anslutning till Circuit Paul Ricard. Här har man byggt kompletta tävlingsbilar och tävlat med dem åt biltillverkare som Mazda, BMW och Dodge. Samarbetet med Mazda ledde till en seger i Le Mans 24-timmars 1991 med Mazda 787B. I slutet av 1990-talet hade man stora framgångar i FIA GT med  Dodge Viper GTS. År 2000 segrade stallet i Daytona 24-timmars.
2007 köpte Oreca upp Courage Compétition och har därefter fortsatt att utveckla Courages Le Mans Prototyper under eget namn. Oreca bygger även bilarna till enhetsklassen Formula Le Mans. Förutom de egna bilarna driver Oreca-stallet sedan 2010 även en Peugeot 908 HDi FAP i Le Mans Series.